# Дубинский, Давид Александрович
Давид Александрович Дуби́нский (1920—1960) — советский график. Лауреат Сталинской премии третьей степени (1951).

## Биография
Д. А. Дубинский родился 10 июля 1920 года в Новороссийске (ныне Краснодарский край) в семье банковского служащего. Учился в рисовальной студии К. П. Чемко (1938—1939) и Московском полиграфическом институте  (1940—1946). Член-корреспондент АХ СССР с 1958 года. Работал в области станковой и книжной графики.
Д. А. Дубинский умер 3 мая 1960 года. Похоронен в Москве на Новодевичьем кладбище (участок № 5).

## Семья
- Сын — писатель Антон Давидович Иванов

## Иллюстрации
К произведению Джонатана Свифта:
- «Приключения Гулливера» (1947)

К произведениям Аркадия Гайдара
- «Чук и Гек» (1950)
- «Р. В.С.» (1951)
- «Дальние страны» (1955)
- «Голубая чашка» (1959)

К произведениям А. П. Чехова
- «Дом с мезонином» (1954)
- «Человек в футляре» (1957)
- «Пёстрые рассказы» (1958)
- «Капитан Фракасс» Т. Готье (1946; дипломная работа)
- «Комедии» К. Гольдони
- «Гаврош» В. Гюго
- «История Генри Эсмонда» и «Ярмарка тщеславия» У. Теккерея (1947)
- «Дожди» С. П. Антонова (1952)
- «Тоня» И. А. Ильфа и Е. П. Петрова (1958)
- «Поединок» А. И. Куприна (1959—1960)

## Награды и премии
- Сталинская премия третьей степени (1951) — за иллюстрацию повести А. П. Гайдара «Чук и Гек»